# State of the Union (België)
De Belgische State of the Union is een jonge traditie waarbij de eerste minister namens de federale regering een beleidsverklaring aflegt bij de opening van het parlementair jaar (doorgaans de tweede dinsdag van oktober). De State of the Union is gekoppeld aan de indiening van de begroting in de Kamer van volksvertegenwoordigers. De regering geeft aan welke haar beleidskeuzes zijn voor het begrotingsjaar en gaat in op actuele maatschappelijke vragen. Het is gebruikelijk dat de premier bij die gelegenheid een motie van vertrouwen indient.
Jean-Luc Dehaene begon in 1993 met de traditie naar Amerikaans voorbeeld. In de loop der jaren zijn allerlei verschillende benamingen gebruikt: Verklaring van de regering over haar algemeen beleid, Regeringsverklaring, Federale beleidsverklaring, Algemene beleidsverklaring van de Federale Regering, Beleidsverklaring van de eerste minister, Verklaring van de Regering. Tijdens de moeizame formaties van 2007 en 2010, toen er enkel een regering in lopende zaken was, werd geen State of the Union uitgesproken. Ook is het voorgevallen dat de verklaring werd uitgesteld, met gezichtsverlies voor de regering tot gevolg (2011, 2012, 2013, 2016).
In de 19e eeuw kende België de Troonrede, uitgesproken door de koning. Daaraan kwam een einde in 1892, met uitzondering van de eenmalige herleving in 1918.

## Voetnoten
1. ↑  Officieel moet het tijdens de maand september: zie art. 41, 2° en 106 van het Reglement van 2 oktober 2003 van de Kamer van volksvertegenwoordigers van België.
2. ↑  State of the Union: een relatief jonge traditie, met dank aan Celie, VRTNWS, 11 oktober 2016